# 요이타정
요이타정(与板町)은 니가타현 산토군에 설치되었던 정이다. 나가오카시로의 통근율은 40.5%(헤세이 17년 인구 조사). 2006년 1월 1일 인접한 나가오카시에 편입되었다.

## 지리
니가타 현의 거의 중부에 위치하고 있으며, 군청과 경찰서가 설치되어 있어 미시마 군의 중심지였다.서부의 삼도 구릉과 동부의 시나노 강 좌안에 끼워지는 형태로, 그 중앙부에 시가지가 발달하여 성하 마을 특유의 열쇠 모양의 도로가 남북을 종단하고 있다.

## 역사
- 1889년 4월 1일 - 정촌제 시행에 의해 요이타정이 성립하였다.
- 2004년 10월 23일 니가타현 주에쓰 지진이 발생해, 마을 내에서 막대한 피해를 입었다.
- 2006년 1월 1일 나가오카시에 편입 합병해 폐정되었고, 요이타 정사무소가 나가오카 시 요이타 지소가 되었다.

### 시정촌 합병
2006년 1월 1일 나가오카 시에 편입 합병. 덧붙여 합병에 선행하는 형태로 요이타 정 및 와시마 촌, 구 미시마 정, 구 나카노시마 정을 관할하고 있던 요이타고 소방본부는 2005년 4월 1일부터 나가오카 시 소방본부 요이타 소방서였다.
헤이세이의 대합병에서 현이 제시한 합병 구상은 4개 정촌 (요이타정·미시마정·와시마촌·이즈모자키정)에 의한 합병안. 당초 4개 정촌에 의한 합병 협의가 이루어졌지만, 미시마정이 나가오카시와의 합병을 표명해 이탈. 그 후, 3개 정촌(요이타 정·와시마 촌·이즈모자키 정)에서 합병 협의회를 설치해, 신정명을 「료칸 정」으로 결정하기에 이르지만 이즈모자키 정의 이탈에 의해 단념하였다.

## 교통
- 국도 제403호선

## 같이 보기
- 요이타번